# Marc Castex
Marc Castex (Maranvath, Gers, 13 de setembre de 1914 - Vic de Fesensac, Gers, 17 de maig de 2002) fou un polític conservador occità. Alcalde del municipi de Vic de Fesensac de 1971 a 1989 i senador per Gers de 1980 a 1989, és l'avi del també polític Jean Castex.

## Mandats
Mandats locals
- 1953-1971: Edil de Vic de Fesensac
- 1971-1977: Alcalde de Vic de Fesensac
- 1977-1983: Alcalde de Vic de Fesensac
- 1983-1989: Alcalde de Vic de Fesensac
- 1964-1970: Conseller general del cantó de Vic de Fesensac
- 1970-1976: Conseller general del cantó de Vic de Fesensac
- 1976-1982: Conseller general del cantó de Vic de Fesensac
- 1982-1988: Conseller general del cantó de Vic de Fesensac

Mandat parlamentari
- 1980-1989: Senador pel departament de Gers[2]